# Hugh Nelson (homme politique américain)
Pour les articles homonymes, voir Hugh Nelson.
Hugh Nelson, né le 30 septembre 1768 à Yorkwton, Virginie et décédé le 18 mars 1836 dans le comté d'Albemarle, Virginie, est un homme politique américain, membre de la chambre des représentants et fils de Thomas Nelson junior.

## Carrière
Il est diplômé du Collège de William et Mary de Williamsburg en 1780. Il sert au Sénat de Virginie entre 1786 et 1791 avant d'être représentant à la Chambre des délégués de Virginie entre 1805 et 1809 ainsi qu'entre 1828 et 1829. Il est président seconde cour entre 1807 et 1809. Il sert également comme juge.
Il est élu représentant de la Virginie à la Chambre des représentants sous l'étiquette républicaine-démocrate et occupe ce poste du 12e au 17e Congrès des États-Unis, du 4 mars 1811 au 14 janvier 1823, date de sa nomination au service diplomatique. Il a servi, au cours de ses mandat, au comité sur le système judiciaire du 14e au 17e Congrès.
Nommé ambassadeur des États-Unis en Espagne par le président James Monroe le 15 janvier 1823, il occupe ce poste jusqu'au 23 novembre 1824.
Il meurt chez lui, à Belvoir, dans comté d'Albemarle (Virginie) le 18 mars 1836 et est enterré au cimetière de Belvoir à Cismont, dans le même état.